# Cache web
Um cache da web (ou cache HTTP) é um sistema para otimizar a World Wide Web. Ele é implementado tanto no lado do cliente quanto no lado do servidor. O armazenamento em cache de multimídia e outros arquivos pode resultar em menos atraso geral ao navegar na web.